# Betz
 Betz  es una población y comuna francesa, en la región de Picardía, departamento de Oise, en el distrito de Senlis y cantón de Betz. El rey de Marruecos Mohamed VI posee en esta localidad un palacio de 71 hectáreas, lo que ha generado empleo en la zona, pero a la vez ha generado algunos problemas de gestión.

## Demografía
| 321                       | 352 | 379 | 331 | 640 | 534 | 492 | 551 | 606 | 596 | 590 | 584 | 541 | 570 | 581 | 630 | 638 | 627 | 598 | 579 | 601 | 533 | 628 | 623 | 618 | 578 | 529 | 459 | 457 | 531 | 640 | 871 | 937 | 992 | 1072 | 1091 |
| (Fuente: INSEE y Cassini) |     |     |     |     |     |     |     |     |     |     |     |     |     |     |     |     |     |     |     |     |     |     |     |     |     |     |     |     |     |     |     |     |     |      |      |

## Toponimia
El nombre de la localidad se atestigua bajos las formas Bes, Bet en 1150, Betissae en 1150, Beth en 1174-1180, Bez en 1180, Bets, Bais en 1463, Bethz en el siglo XVI, Betz-en-Valois, o Betz-en-Multien.
Según el lingüista belga Auguste Vincent (1879-1962), el topónimo Betz proviene del germánico bach, que significa "corriente (de agua)". Esta teoría, aunque con reservas, fue retomada por Albert Dauzat. Este último incluso especula con la hipótesis de que existiera un antropónimo galo Bettius. Se basa para ello en la forma Betissae de 1150. Sin embargo, esta forma parece estar aislada y tener poco que ver con el resto de variantes medievales atestiguadas, por lo que bien podría ser una latinización fantasiosa, procedimiento éste frecuente en toponimia.
Otra teoría apunta a que Betz procede del germánico occidental *baki, que también significa "corriente (de agua)" y que fue adaptado al galorromano bajo la forma *bācis y las variantes bacis, bacus, bacum, bacium y más raramente batium. Existen otros topónimos que permiten justificar esta etimología. El -bets de Rebets, una localidad del departamento de Sena Marítimo, deriva de bacium y, en último término, de *bācis, como lo prueba el que aparezca mencionado como Rosbatium (entre el 735 y el 743) o como Rosbacium (en el 854). Sin ir tan lejos, en el mismo departamento de Oise, el -bez de Wambez se cita como Wabesium (en 1135), Wambasio (en 1163), Wambes (en 1235).
Si esta etimología es correcta, la fuente de agua a la que alude el topónimo de Betz aludiría al río Grivette.

## Patrimonio
El castillo de Betz fue reconstruido en 1913, en el solar del antiguo castillo de María Catalina Brignole Sale (1737-1813), una noble genovesa, esposa de Honorato III, príncipe de Mónaco. Desde 1972, el castillo pertenece a la familia real marroquí, y el rey Mohammed VI de Marruecos vive regularmente en el castillo. De hecho, Betz está hermanada con la ciudad marroquí de Sjirat, que fue escenario de un golpe de Estado fallido contra el padre de Mohamed VI, Hasán II de Marruecos, el 11 de julio de 1971.
El parque del castillo de Betz (inaccesible al público) fue arrasado en el siglo XIX por sucesivos propietarios. Sin embargo, aún se conserva la mayoría de las construcciones que mandó erigir en su día María Catalina Brignole Sale, princesa de Mónaco:
- El Templo de la Amistad, en muy buen estado, es un templete neogriego de orden jónico.
- La capilla del Hermitage, en estilo neogótico, con coro de entramado de madera y quizás auténticos elementos románicos. La propia María Catalina Brignole Sale pagó a un ermitaño, sujeto a una regla severa, para que viviera en ella.
- La caseta de vigilancia neogótica de ladrillo y piedra, con el escudo del Conde de Nanteuil.
- La hielera o cámara fría.
- El Valle de las Tumbas, que supuestamente alberga los restos de Thibaut IV de Nanteuil.
- Un obelisco del siglo XVI, procedente del Cementerio de los Santos Inocentes de París.
- La columna de Tancredo.
- Un falso palomar con entramado de madera.
- Las ruinas de un castillo feudal y una torre (ésta, visible desde el colegio), con inscripciones góticas, chimenea, escudo y estatuas. El castillo y la torre son obviamente una fábrica de la princesa de Mónaco María Catalina Brignole Sale, que ordenó construirlos en forma de ruinas; sin embargo, se han tapado tan bien las huellas, por ejemplo con la posible elaboración de falsos documentos del siglo XII, que no podemos saber si este conjunto no descansa sobre auténticos cimientos. Asimismo, esta práctica de la princesa de Mónaco hace inciertos varios hechos de la historia del pueblo.
- La cascada sobre el río Grivette.

Vistas antiguas del castillo
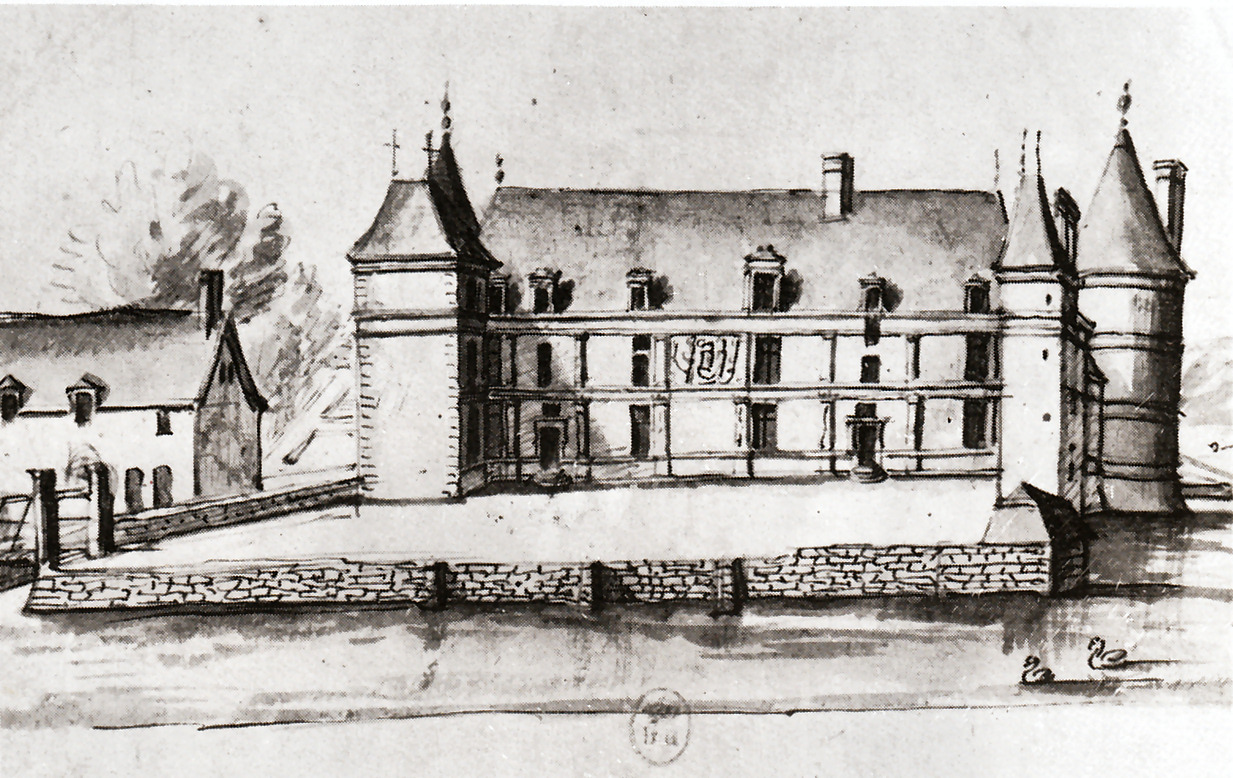
El castillo en el s. XVI
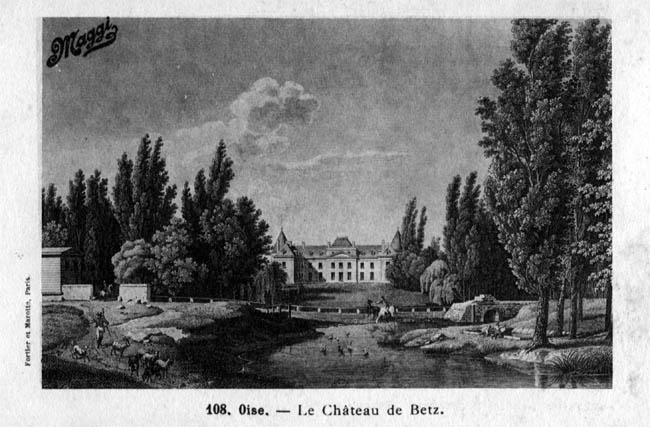
El castillo antes de 1789
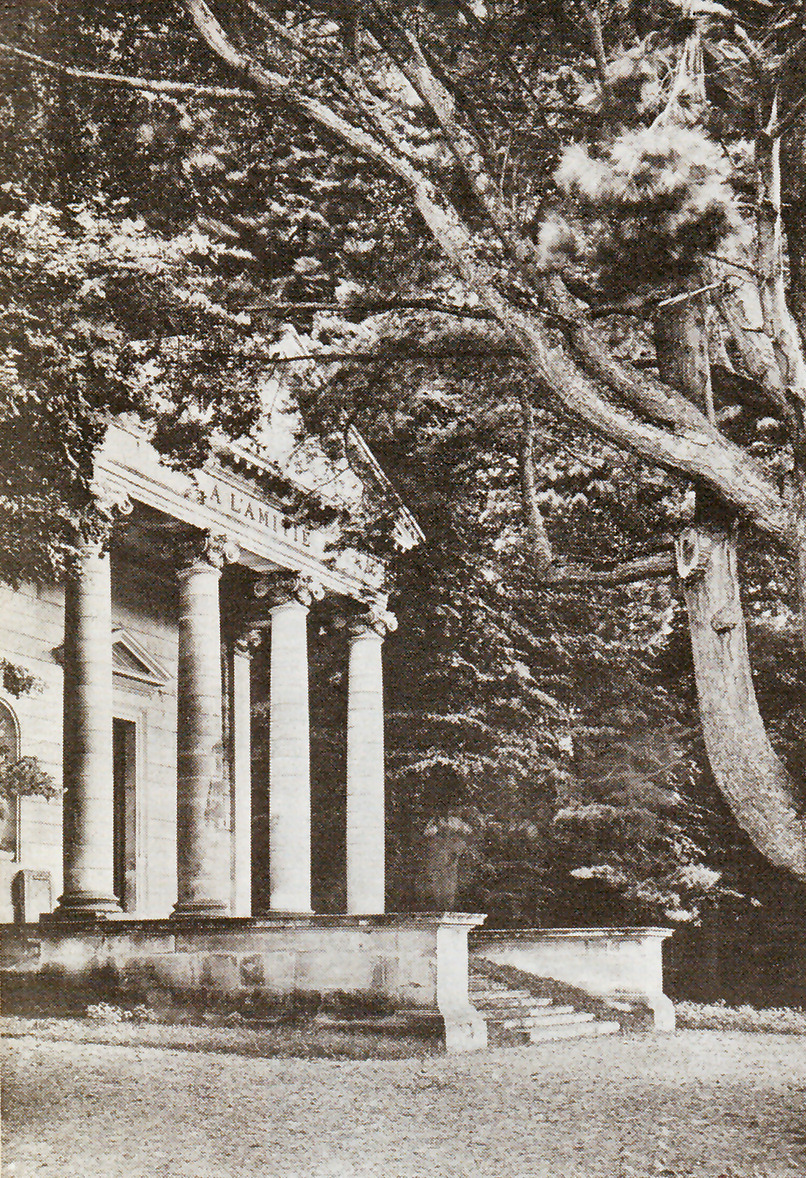
Locura de María Catalina Brignole Sale, princesa de Mónaco (¿s. XVIII?)